# Comitati Popolari di Resistenza
I Comitati Popolari di Resistenza (in arabo لجان المقاومة الشعبية‎?, Lijān al-Muqāwama al-Shaʿbiyya) costituiscono una rete di miliziani palestinese che opera nella striscia di Gaza. È considerata un'organizzazione terroristica da Israele e dagli Stati Uniti d'America.
Creata alla fine del 2000 dall'ex leader di Fatah e del Tanzim, Jamal Abu Samhadana, i Comitati Popolari di Resistenza sono composti da miliziani precedentemente affiliati a Fatah e a Hamas, e da attivisti della Jihad Islamica e delle Brigate dei Martiri di al-Aqsa.  La rete si è specializzata nel piazzare ordigni esplosivi improvvisati ai bordi delle strade e nell'allestire autobombe, dirette soprattutto contro convogli civili e militari israeliani nella striscia di Gaza.
I Comitati Popolari di Resistenza sono stati coinvolti in diversi attentati dinamitardi, di cui segue un elenco non completo:
- 8 ottobre 2000 – attacco con armi da fuoco a un autobus carico di impiegati del terminal di Rafah; 8 feriti; raffiche di mitragliatrice contro un'auto, in arrivo da Kerem Shalom al terminal di Rafah; uccisa la donna al volante;
- 20 novembre 2000 –esplosione di un autobus che trasportava alcuni bambini e ragazzini nelle vicinanze di Kfar Darom; due vittime;
- 28 aprile 2001 – colpi di mortaio sull'insediamento agricolo israeliano di Netzer Hazani nella Striscia, con cinque feriti di cui uno grave; attacchi simili su Kfar Darom il 29 aprile e su Atzmona il 7 maggio 2001;
- 14 febbraio 2002 – cariche esplosive anticarro uccidono tre soldati israeliani nella Striscia, altri tre moriranno allo stesso modo il 14 marzo e un altro il 5 settembre dello stesso anno.
- 2 maggio 2004 – Strage della famiglia Hatuel - Tali Hatuel, assistente sociale del Gush Katif incinta di otto mesi, viene crivellata dai colpi di Kalashnikov insieme alle sue quattro figlie di età dai 2 agli 11 anni, sulla strada che collega l'agglomerato ad Ashkelon. I CPR e la Jihad Islamica Palestinese hanno congiuntamente rivendicato l'attentato, indicando che era una rappresaglia per l'omicidio mirato, da parte delle Forze di Difesa Israeliane, dello sceicco Ahmed Yassin e di Abd al-Aziz al-Rantissi.[1]

L'Autorità Nazionale Palestinese ha accusato molti membri dei Comitati, accusandoli di essere responsabili per il collocamento degli ordigni esplosivi che hanno distrutto un convoglio diplomatico statunitense il 15 ottobre 2003 a Beit Hanun, uccidendo tre guardie di sicurezza e ferendo gravemente un diplomatico.Palestinians bomb US convoy | World news | The Guardian I Comitati hanno riconosciuto l'appartenenza degli arrestati alla loro organizzazione tanto da riconoscere inizialmente come da loro organizzato l'attentato, ma hanno fatto poi seguire una smentita in base alla quale si affermava che gli attentati non perseguivano interessi palestinesi. In seguito all'attacco gli USA hanno richiesto che l'ANP rintracciasse i responsabili e li traducesse di fronte alla giustizia. Da ufficiali palestinesi è poi giunta la dichiarazione che, in seguito al mancato avanzamento delle indagini, gli USA avevano sospeso gli aiuti finanziari all'Autorità Palestinese e che di fatto avevano avviato un regime di sanzioni. Dopo pesanti pressioni americane, l'ANP ha processato 4 sospetti in una corte militare palestinese: da fonti di intelligence americane è in seguito giunta la voce che si trattava di un processo farsa, e che gli imputati erano, sì, membri dei CPR, ma che non erano i responsabili dell'attacco. 

Gli imputati sono stati rilasciati nel settembre 2005, meno di un anno dopo gli attentati.
I CPR sono anche responsabili della creazione dei tunnel utilizzati per il contrabbando, e che i militari israeliani hanno trovato nei pressi di Rafah; i tunnel sono stati utilizzati per contrabbandare armi, esplosivi, droga, sigarette, carburante, viveri e medicinali, nonché per mettere in salvo fuggitivi.
I CPR hanno rivendicato l'omicidio di Musa Arafat del 7 settembre 2005.
Nei primi giorni di giugno del 2006, il leader dei CPR, Jamal Abu Samhadana, è stato ucciso dalle forze dell'IDF. Essendosi macchiato di un consistente numero di attentati, era uno degli uomini più ricercati dalle forze israeliane.
Domenica 25 giugno 2006 i Comitati, insieme ad Hamas e Jaysh al-Islam (l'"Esercito dell'Islam"), hanno lanciato un attacco contro la postazione israeliana di Kerem Shalom, passando attraverso un tunnel. Otto guerriglieri sono passati attraverso una galleria lunga quasi un chilometro, creata nei mesi precedenti, per attraversare il confine tra Gaza e Israele. Gli israeliani furono colti di sorpresa, e dopo uno scontro a fuoco - nel quale hanno perso la vita tre miliziani e due soldati israeliani - i palestinesi hanno rapito il ventenne caporale Gilad Shalit. A partire dal 28 giugno gli israeliani hanno intrapreso l'Operazione Piogge Estive per recuperarlo.
Lo stesso giorno si persero le tracce di Eliyahu Asheri, uno studente israeliano di 18 anni che risiedeva nel villaggio di Yishuv Itamar, in Cisgiordania. I CPR lo uccisero dopo poche ore con un colpo alla testa, ma ne annunciarono la morte dopo tre giorni (il 28 giugno) per usarlo come esca. Il portavoce del gruppo, Abu Abir, ha annunciato che i Comitati hanno creato piccole cellule terroristiche il cui solo scopo è rapire soldati e coloni ebrei, in accordo con l'«Operazione Ira dei Cavalieri».